# Giovanni Battista Ayroli
Giovanni Battista Ayroli, né en 1731 à Gênes et mort en 1808 à Gênes, est un homme politique italien, 178e doge de Gênes du 6 mai 1783 au 6 mai 1785.

## Biographie
Au cours de son mandat dogal, le cent trente-troisième de la succession biennale et le cent soixante-dix-huitième de l'histoire républicaine, une nouvelle Académie des sciences (également appelée « degli Industriosi ») est créée à Gênes et de nombreuses personnalités influentes visitent la capitale républicaine, notamment le duc et gouverneur du duché de Milan, Ferdinand Karl. Après la fin de son mandat, qui expire le 6 mai 1785, Giovanni Battista Ayroli se présente à nouveau aux élections douanières, avec pour adversaires Gian Carlo Pallavicino, chef de la faction libérale génoise, qui vise à moderniser les structures institutionnelles de la République, la transformant pratiquement en monarchie constitutionnelle, et l'ancien doge Marco Antonio Gentile. Ayroli meurt à Gênes en 1808. 